# Arna Stefanía Guðmundsdóttir
Pour les articles homonymes, voir Guðmundsdóttir.
Arna Stefanía Guðmundsdóttir (née le 1er septembre 1995) est une athlète islandaise, spécialiste des épreuves combinées et également du 400 mètres haies.
Elle porte son record personnel sur 400 m haies à 56 s 08 à Espoo en 2016 et son record à l'heptathlon est de 5 730 points, réalisé le 12 août 2017 à Akureyri. Elle remporte une médaille de bronze à Turku à l'occasion des championnats d'Europe espoirs d'athlétisme 2017, avec un temps de 56 s 37.